# Landdag van Rijnland-Palts
De Landdag van Rijnland-Palts (Duits: Landtag Rheinland-Pfalz) is het parlement van de Duitse deelstaat Rijnland-Palts. De Landdag telt in principe 101 leden en vergadert normaliter in het Deutschhaus te Mainz.

## Geschiedenis
De huidige deelstaat Rijnland-Palts werd op 30 augustus 1946 gesticht door de toenmalige Franse militaire regering, die het gebied na de Tweede Wereldoorlog controleerde. Tegelijk richtte men op dezelfde datum een voorlopige adviesraad op, die de ontwikkeling van een nieuwe grondwet en een nieuw parlement moest voorbereiden. In november 1946 trad een voorlopig parlement aan, de Beratende Landesversammlung, die gekozen was door lokale politici die kort daarvoor verkozen waren bij de gemeenteraadsverkiezingen in Rijnland-Palts. Deze volksvertegenwoordiging bestond uit 127 leden, waaronder 70 van de CDP (de voorloper van de CDU), 41 van de SPD, 9 van de KPD, 5 van de Soziale Volksbund en 2 van de Liberale Partei (de twee laatstgenoemde partijen zouden spoedig fuseren tot de FDP). De christendemocraat Wilhelm Boden werd voorlopig benoemd als minister-president. Zijn regering bestond uit vrijwel alle vertegenwoordigde partijen.
Op 18 mei 1947 werden voor het eerst vrije verkiezingen voor het deelstaatparlement van Rijnland-Palts georganiseerd. De zodoende verkozen Landdag kwam voor de eerste maal samen op 13 juni van dat jaar. Onder leiding van Peter Altmeier (CDU), die zijn in opspraak geraakte partijgenoot Boden opvolgde, kwam in juli 1947 een regering aan de macht waarin alle verkozen partijen vertegenwoordigd waren.
De christendemocratische CDU bleef tot 1991 telkens de grootste partij in de Landdag van Rijnland-Palts. Tussen 1971 en 1987 beschikte de partij zelfs over een parlementaire meerderheid, waardoor zowel Helmut Kohl (tot 1976) als Bernhard Vogel (vanaf 1976) meerdere CDU-kabinetten konden leiden. In 1991 kwam er aan de decennialange dominantie van de CDU echter een eind. Bij de verkiezingen van dat jaar wist de sociaaldemocratische SPD voor het eerst de meeste zetels te veroveren en sindsdien heeft zij haar status als grootste partij steeds weten te behouden. Tussen 2006 en 2011 had de SPD een meerderheid en regeerde de partij alleen, met Kurt Beck als minister-president. In de jaren dat geen enkele partij een meerderheid behaalde, regeerde zowel CDU als SPD meestal met de FDP als coalitiepartner. Sinds 2016 bestaat het kabinet van Rijnland-Palts uit een coalitie van SPD, Bündnis 90/Die Grünen en FDP.

## Parlementsgebouw

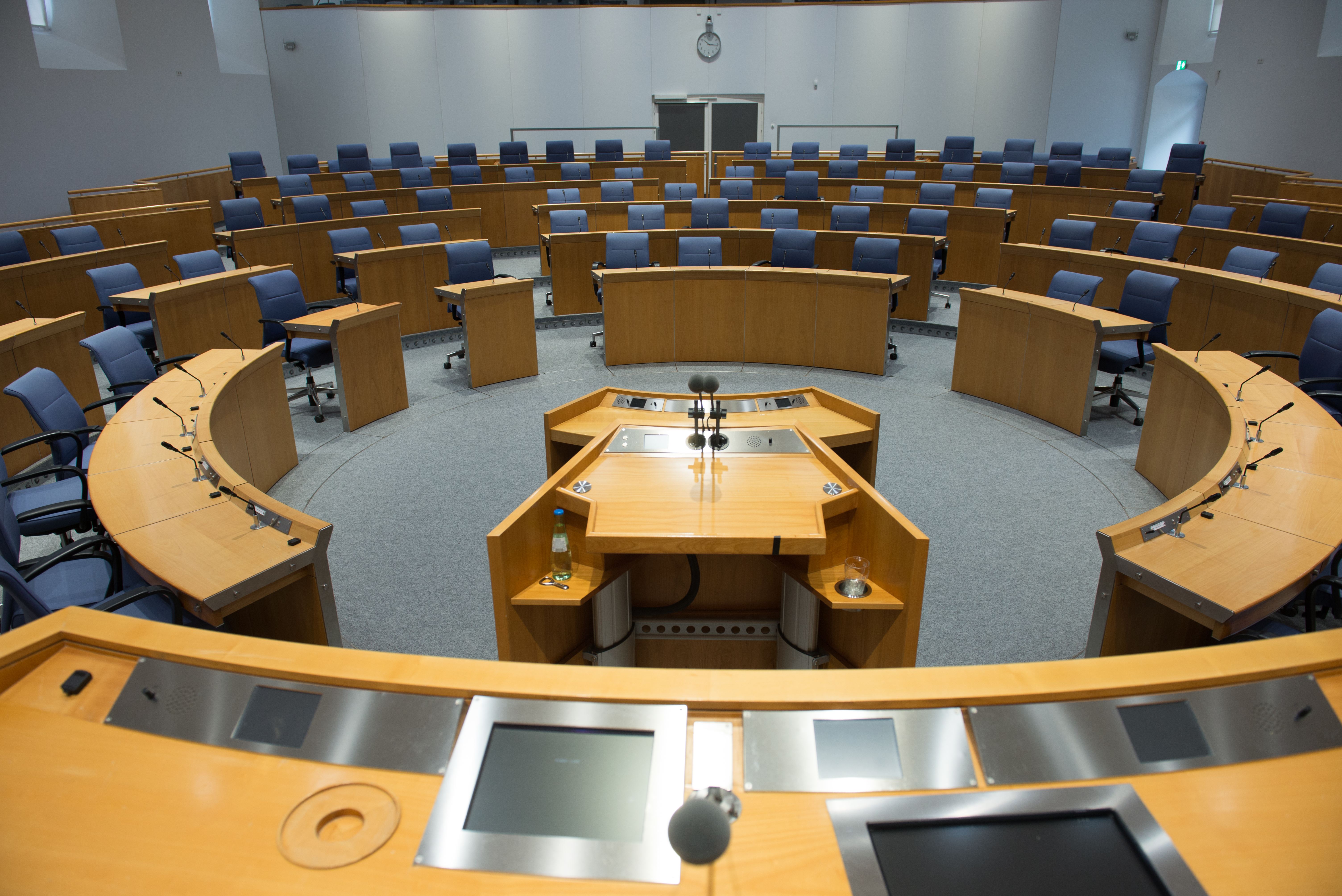
De vergaderzaal van de Landdag (2016)

Bij de oprichting van Rijnland-Palts in 1946 werd bepaald dat Mainz als hoofdstad zou dienen en de deelstaat aldus vanuit die stad bestuurd moest worden. Mainz had echter, zo kort na de Tweede Wereldoorlog, nog veel te lijden onder de oorlogsschade en bleek niet over voldoende en geschikte administratieve gebouwen te beschikken om het parlement en de regering te huisvesten. Daarom werd besloten om uit te wijken naar Koblenz, waar men onderdak vond in het plaatselijke stadhuis. Koblenz bleef vervolgens enkele jaren de bestuurszetel van Rijnland-Palts, tot het parlement zich in 1950 alsnog voor een verhuizing naar Mainz uitsprak. Men besloot zich te vestigen in het volledig herbouwde Deutschhaus, gelegen aan de Rijn in de binnenstad van Mainz. De verplaatsing van de Landdag en de regering was in mei 1951 een feit.
In 1999 werd in de nabijheid van het Deutschhaus een nieuw kantoorgebouw (Abgeordnetenhaus) gerealiseerd, dat onderdak biedt aan de werkruimtes van afgevaardigden en fracties. Een deel van het gebouw wordt tevens gebruikt door de deelstaatregering.
Het Deutschhaus werd in december 2015 gesloten om een omvangrijke renovatie en modernisering te ondergaan. De Landdag verhuisde daarom voorlopig naar de historische Steinhalle in het Landesmuseum in Mainz. De werkzaamheden moeten eind 2020 zijn afgerond.

## Verkiezingen
De Landdag van Rijnland-Palts wordt elke vijf jaar verkozen in rechtstreekse, evenredige verkiezingen (tot 1991 was dit om de vier jaar). Om stemgerechtigd te zijn moet men de Duitse nationaliteit hebben, 18 jaar oud zijn en minimaal drie maanden in de deelstaat woonachtig zijn.
Sinds 1991 wordt een verkiezingssysteem gehanteerd waarbij elke kiezer twee stemmen uitbrengt. Met de eerste stem wordt in elk van de 51 kiesdistricten rechtstreeks een vertegenwoordiger verkozen, terwijl met de tweede stem de verdeling van de 101 parlementszetels wordt bepaald. Partijen of kiesverenigingen die er niet in slagen de kiesdrempel van 5% te halen, worden bij die verdeling uitgesloten. De afvaardiging van kandidaten in de Landdag gebeurt in de volgorde waarin ze op de partijlijst voorkomen, maar de verkozenen met een Direktmandat hebben voorrang. Indien een partij meer rechtstreeks verkozenen zou hebben dan het aantal parlementsleden waarop ze recht zou hebben volgens het aantal uitgebrachte tweede stemmen, ontstaan er zogenoemde Überhangmandate. In dat geval telt de Landdag meer dan 101 vertegenwoordigers.

### Huidige zetelverdeling
Bij de meest recente Landdagverkiezingen in Rijnland-Palts (gehouden op 13 maart 2016) werd de SPD met 39 zetels (36,2%) wederom de grootste partij, gevolgd door de CDU, die met 35 zetels (31,8%) een historisch dieptepunt bereikte. Bündnis 90/Die Grünen moest ten opzichte van de voorgaande verkiezingen ruim tien procentpunten inleveren en incasseerde daarmee een zwaar verlies, terwijl nieuwkomer Alternative für Deutschland vanuit het niets veertien zetels (12,6%) wist te verzamelen. Minister-president Malu Dreyer (SPD) vormde een coalitieregering van SPD, Bündnis 90/Die Grünen en FDP.

## Verkiezingsuitslagen sinds 1947
In dit overzicht worden de percentages en (in het vet) de zetelverdelingen weergegeven zoals die bij de parlementsverkiezingen werden bepaald. De beige gekleurde vakken duiden de partijen aan die na de betreffende verkiezingen vertegenwoordigd waren in de regering van Rijnland-Palts.
| Jaar | SPD        | CDU        | FDP        | Grüne      | AfD        | FW       | Overige   | Zeteltotaal |
| ---- | ---------- | ---------- | ---------- | ---------- | ---------- | -------- | --------- | ----------- |
| 1947 | 34,3% (34) | 47,2% (48) | 9,8% (11)  |            |            |          | 8,7% (8)  | 101         |
| 1951 | 34,0% (38) | 39,2% (43) | 16,7% (19) |            |            |          | 10,0% (0) | 100         |
| 1955 | 31,7% (36) | 46,8% (51) | 12,7% (13) |            |            |          | 8,8% (0)  | 100         |
| 1959 | 34,9% (37) | 48,4% (52) | 9,7% (10)  |            |            |          | 7,0% (1)  | 100         |
| 1963 | 40,7% (43) | 44,4% (46) | 10,1% (11) |            |            |          | 4,8% (0)  | 100         |
| 1967 | 36,8% (39) | 46,7% (49) | 8,3% (8)   |            |            |          | 8,1% (4)  | 100         |
| 1971 | 40,5% (42) | 50,0% (52) | 5,9% (6)   |            |            |          | 3,6% (0)  | 100         |
| 1975 | 38,5% (40) | 53,9% (55) | 5,6% (5)   |            |            |          | 2,0% (0)  | 100         |
| 1979 | 42,3% (43) | 50,1% (51) | 6,4% (6)   |            |            |          | 1,2% (0)  | 100         |
| 1983 | 39,6% (43) | 51,9% (57) | 3,5% (0)   | 4,5% (0)   |            |          | 0,5% (0)  | 100         |
| 1987 | 38,8% (40) | 45,1% (48) | 7,3% (7)   | 5,9% (5)   |            |          | 2,9% (0)  | 100         |
| 1991 | 44,8% (47) | 38,7% (40) | 6,9% (7)   | 6,5% (7)   |            |          | 3,1% (0)  | 101         |
| 1996 | 39,8% (43) | 38,7% (41) | 8,9% (10)  | 6,9% (7)   |            |          | 5,7% (0)  | 101         |
| 2001 | 44,7% (49) | 35,3% (38) | 7,8% (8)   | 5,2% (6)   |            | 2,5% (0) | 4,4% (0)  | 101         |
| 2006 | 45,6% (53) | 32,8% (38) | 8,0% (10)  | 4,6% (0)   |            | 1,6% (0) | 7,4% (0)  | 101         |
| 2011 | 35,7% (42) | 35,2 (41)  | 4,2% (0)   | 15,4% (18) |            | 2,3% (0) | 7,2% (0)  | 101         |
| 2016 | 36,2% (39) | 31,8% (35) | 6,2% (7)   | 5,3% (6)   | 12,6% (14) | 2,3% (0) | 5,6% (0)  | 101         |
| 2021 | 35,7% (39) | 27,7% (31) | 5,5% (6)   | 9,3% (10)  | 8,3% (9)   | 5,4% (6) | 8,1% (0)  | 101         |

## Parlementsvoorzitters
| Voorzitters van de Landdag van Rijnland-Palts | Voorzitters van de Landdag van Rijnland-Palts | Voorzitters van de Landdag van Rijnland-Palts |
| Persoon                                       | Periode                                       | Partij                                        |
| --------------------------------------------- | --------------------------------------------- | --------------------------------------------- |
| Jakob Diel                                    | 1947–1948                                     | CDU                                           |
| August Wolters                                | 1948–1959                                     | CDU                                           |
| Otto van Volxem                               | 1959–1971                                     | CDU                                           |
| Johannes Baptist Rösler                       | 1971–1974                                     | CDU                                           |
| Albrecht Martin                               | 1974–1985                                     | CDU                                           |
| Heinz Peter Volkert                           | 1985–1991                                     | CDU                                           |
| Christoph Grimm                               | 1991–2006                                     | SPD                                           |
| Joachim Mertes                                | 2006–2016                                     | SPD                                           |
| Hendrik Hering                                | 2016–heden                                    | SPD                                           |